# 알리 만수르
알리 만수르(1886년~1974년 12월 8일, 페르시아어: علی منصور)는 만수르 울-물크(Mansur ul-Mulk)로도 알려져 있으며, 두 차례에 걸쳐 이란 제국 총리를 지냈다.
테헤란에서 태어나 호라산 주와 아제르바이잔 주 지사를 거쳐, 이탈리아, 바티칸, 터키 대사를 역임하고 두 차례 총리, 여섯 차례 장관을 지내었다. 그의 정책은 매우 친영(親英)적으로 평가된다. 그의 아들 하산 알리 만수르도 1960년대에 총리를 역임했다.
| 전임 아흐마드 마틴다프타리 | 이란 총리 1940년 6월 26일~1941년 8월 27일 | 후임 모하마드 알리 포루기 |

| 전임 모하마드 사에드 | 이란 총리 1950년 3월 23일~1950년 6월 26일 | 후임 알리 라즈마라 |